# Tirreno-Adriatico 1980
Tirreno-Adriatico 1980 est la 15e édition de la course cycliste par étapes Italienne Tirreno-Adriatico. L’épreuve se déroule entre le 8 et le 13 mars 1980, sur un parcours final de 814,3 km.
Le vainqueur de la course est l’Italien Francesco Moser (Sanson-Campagnolo).

## Équipes
| Équipes professionnelles (9)- Sanson-Campagnolo - Boule d'Or-Sunair-Colnago - Hoonved-Bottecchia - Bianchi-Piaggio - Gis Gelati - Magniflex-Olmo - Splendor-Admiral - San Giacomo-Benotto - Famcucine-Campagnolo |
| |

## Classements des étapes
| Étape | Date    | Villes étapes                         | km    | Vainqueur d’étape        | Leader du classement général |
| ----- | ------- | ------------------------------------- | ----- | ------------------------ | ---------------------------- |
| Pr.   | 8 mars  | Cerenova - Cerenova (clm)             | 7,2   | Francesco Moser (ITA)    | Francesco Moser (ITA)        |
| 1     | 9 mars  | Cerenova - Montecassino               | 205,0 | Roger De Vlaeminck (BEL) | Francesco Moser (ITA)        |
| 2     | 10 mars | Cassino - Subiaco                     | 168,0 | Roger De Vlaeminck (BEL) | Francesco Moser (ITA)        |
| 3     | 11 mars | L'Aquila - Montegiorgio               | 192,7 | Giuseppe Saronni (ITA)   | Francesco Moser (ITA)        |
| 4     | 12 mars | Grottazzolina - Nereto                | 223,4 | Claude Criquielion (BEL) | Francesco Moser (ITA)        |
| 5     | 13 mars | S.B del Tronto - S.B del Tronto (clm) | 18,0  | Gregor Braun (GER)       | Francesco Moser (ITA)        |

## Classement général
| \| Classement général \| Classement général \| Classement général \| Classement général \| Classement général \| \| Coureur \| Coureur \| Pays \| Équipe \| Temps \| \| ------------------ \| ------------------------ \| ------------------ \| ---------------------- \| ------------------ \| \| 1er \| Francesco Moser \| Italie \| Sanson-Campagnolo \| 21 h 17 min 28 s \| \| 2e \| Alfons De Wolf \| Belgique \| Boule d'Or-Studio Casa \| + 59 s \| \| 3e \| Dante Morandi \| Italie \| Hoonved-Bottecchia \| + 1 min 05 s \| \| 4e \| Alf Segersäll \| Suède \| Bianchi-Piaggio \| + 1 min 13 s \| \| 5e \| Gianbattista Baronchelli \| Italie \| Bianchi-Piaggio \| + 1 min 16 s \| \| 6e \| Giuseppe Saronni \| Italie \| Gis Gelati \| + 1 min 19 s \| \| 7e \| Bernt Johansson \| Suède \| \| + 1 min 36 s \| \| 8e \| Michel Pollentier \| Belgique \| Splendor-Admiral \| + 1 min 46 s \| \| 9e \| Valerio Lualdi \| Italie \| Gis Gelati \| + 2 min 23 s \| \| 10e \| Claudio Bortolotto \| Italie \| \| + 2 min 26 s \| |                          |          |                        |                  |
| |                          |          |                        |                  |
| Source : Cycling Archives |                          |          |                        |                  |
| Classement général |                          |          |                        |                  |
| Coureur | Coureur                  | Pays     | Équipe                 | Temps            |
| 1er | Francesco Moser          | Italie   | Sanson-Campagnolo      | 21 h 17 min 28 s |
| 2e | Alfons De Wolf           | Belgique | Boule d'Or-Studio Casa | + 59 s           |
| 3e | Dante Morandi            | Italie   | Hoonved-Bottecchia     | + 1 min 05 s     |
| 4e | Alf Segersäll            | Suède    | Bianchi-Piaggio        | + 1 min 13 s     |
| 5e | Gianbattista Baronchelli | Italie   | Bianchi-Piaggio        | + 1 min 16 s     |
| 6e | Giuseppe Saronni         | Italie   | Gis Gelati             | + 1 min 19 s     |
| 7e | Bernt Johansson          | Suède    |                        | + 1 min 36 s     |
| 8e | Michel Pollentier        | Belgique | Splendor-Admiral       | + 1 min 46 s     |
| 9e | Valerio Lualdi           | Italie   | Gis Gelati             | + 2 min 23 s     |
| 10e | Claudio Bortolotto       | Italie   |                        | + 2 min 26 s     |